# Окоп (Ямпольский район)
Окоп (укр. Окіп) — село, Воздвиженский сельский совет, Шосткинский (до реформы 2020 г. — Ямпольский) район, Сумская область, Украина.
Код КОАТУУ — 5925680404. Население по переписи 2001 года составляло 22 человека .

## Географическое положение
Село Окоп находится на расстоянии до 2-х км от сёл Имшана, Диброва и Гремячка.
Рядом проходит автомобильная дорога Т-1915.